# 紅帶鉛筆魚
紅帶鉛筆魚，中文别名火焰铅笔鱼，為輻鰭魚綱脂鯉目脂鯉亞目鱂脂鯉科的其中一種，該物種分布於南美洲秘魯淡水流域，體長可達2.9公分，棲息中底層水域，生活習性不明。